# إنغيلسبيرغ
إنغيلسبيرغ (بالسويدية: Ängelsberg) هي قرية تقع في بلدية فاغرشتا ضمن محافظة فستمانلاند في وسط السويد، وبلغ عدد سكانها 144 نسمة وفقًا لإحصاءات عام 2005.
تُعرف القرية عالميًا بكونها موطنًا لـموقع إنغيلسبيرغ لصناعة الحديد (بالسويدية: Engelsbergs bruk)، وهو أحد أفضل الأمثلة المحفوظة لمجمع صناعي من العصر الصناعي الأوروبي المبكر، وقد أُدرج كموقع تراث عالمي من قبل اليونسكو عام 1993.
كما تحتضن إنغيلسبيرغ أقدم مصفاة نفط باقية في العالم، وهي مصفاة إنغيلسبيرغ (بالسويدية: Engelsbergs oljefabrik)، والتي أنشئت في عام 1875، وتُعد اليوم من المعالم الصناعية التاريخية الهامة في السويد.